# Koie Buch
Das Koie Buch oder Kühe-Buch ist eine von Abraham ben Mattatijah bat Sheva im Jahr 1595 in Verona herausgegebene altjiddische Sammlung von Fabeln und stellt ein bedeutendes Werk der jiddischen Literatur dar.

## Das Buch
Das Buch hat 67 Blätter, von denen zwei verloren gegangen sind (Pagina 26 und 27). Auch auf der Rückseite von Blatt 31 fehlt wegen Beschädigung ein Teil des Textes. Die zwei fehlenden Blätter wurden durch Blätter des Sefer Meshalim ersetzt. 81 originäre, sowie zwei Holzschnitte des Sefer Meshalim illustrieren das Buch.

## Der Titel
Moshe N. Rosenfeld fand das lange Zeit als vermisst geltende Werk in einer Privatbibliothek. Wie er in seiner Erläuterung zur Faksimile-Ausgabe angibt, glaubt er, dass der Titel des Werkes von einem vergleichbaren Fabelwerk nichtjüdischen Ursprungs stamme. Einen Beweis hierfür liefert er nicht. Bis zu diesem Zeitpunkt war von dem Werk nicht mehr bekannt als seine Erwähnung in Bibliographien, von denen der älteste bekannte Eintrag aus dem Jahr 1680 stammt. Shabbetai Bass verzeichnete es als „Ku' Buk“ in seinem Werk Siftei Jeshenim.
Dieser Eintrag wurde in allen späteren Bibliographien übernommen, da wahrscheinlich niemandem ein Exemplar des Originals vorlag. So konnte auch der Irrtum, den Erscheinungsort „Wern“ als „Bern“ statt richtig als „Verona“ zu lesen, nicht verbessert werden.

## Vergleich mit demSefer Meshalim
Die Geschichten des Kühe-Buch korrespondieren wie folgt mit denen des Sefer Meshalim:
| Koie Buk        | Geschichte                              | Sefer Meshalim |
| --------------- | --------------------------------------- | -------------- |
| 1. Geschichte   | Hund verliert sein Stück Fleisch        | 3. Geschichte  |
| 2. Geschichte   | Affe und zwei Kinder                    | 4. Geschichte  |
| 3. Geschichte   | Ein Fuchs und ein Storch                | 1. Geschichte  |
| 4. Geschichte   | Ein Rabe und ein Stück Käse             | 2. Geschichte  |
| 5. Geschichte   | Ein Pfaff…                              | 5. Geschichte  |
| 6. Geschichte   | Ein junger und starker Löwe             | 6. Geschichte  |
| 7. Geschichte   | Krähe und Pfau                          | 7. Geschichte  |
| 8. Geschichte   | Ein Hahn zu Henne sagt                  | 8. Geschichte  |
| 9. Geschichte   | Stadtmaus und großes Haus               | 9. Geschichte  |
| 10. Geschichte  | Ein alter, kranker Löwe                 | 10. Geschichte |
| 11. Geschichte  | Ein alter Müller wollte sterben         | 11. Geschichte |
| 12. Geschichte  | Ein Mann ging Hanf säen                 | 12. Geschichte |
| 13. Geschichte  | Eine Katze und viele Mäuse              | 13. Geschichte |
| 14. Geschichte  | Ein Löwe stirbt                         | 14. Geschichte |
| 15. Geschichte  | Ein Mann hat einen guten Esel           | 15. Geschichte |
| 16. Geschichte  | Ein Löwe schlief in einem Wald          | 16. Geschichte |
| 17. Geschichte  | Ein Wolf sitzt zu Gericht               | 17. Geschichte |
| fehlt           | durch Pagina im Sefer Meshalim ersetzt  | 18. Geschichte |
| fehlt           | durch Pagina im Sefer Meshalim ersetzt  | 19. Geschichte |
| 20. Geschichte  | Ein schwarzer Rabe                      | 20. Geschichte |
| 21. Geschichte  | Ein Mann hat einen Esel in seinem Stall | 21. Geschichte |
| 22. Geschichte  | Ein Herr und sein Hund                  | 22. Geschichte |
| 23. Geschichte* | Ein Jude, der über Feld gehen wollte    | 23. Geschichte |
| 24. Geschichte  | Herr und Rebhuhn                        | 24. Geschichte |
| 25. Geschichte  | Dieb und Hund                           | 25. Geschichte |
| 26. Geschichte  | Der Bauer                               | 26. Geschichte |
| 27. Geschichte  | Der Schreiber                           | 27. Geschichte |
| 28. Geschichte  | Bauer und Esel                          | 28. Geschichte |
| 29. Geschichte  | Hirt, Wiesel und Maus                   | 29. Geschichte |
| 30. Geschichte  | Bauer, Hund und Kuh                     | 30. Geschichte |
| 31. Geschichte  | Alter Mann und Kaufleute                | 31. Geschichte |
| 32. Geschichte  | Geschichte in England                   | 32. Geschichte |
| 33. Geschichte  | Der Wirt                                | 33. Geschichte |
| 34. Geschichte  | Der Reiche und der Arme                 | 34. Geschichte |
| 35. Geschichte  | Der König                               | 35. Geschichte |
| 36. Geschichte  | Der Esel verspottet ein Pferd           | 36. Geschichte |
| 37. Geschichte  | Dorn und Tannenbaum                     |                |

Anmerkung: *teilweise verloren wegen Schadens an Blatt 31

## Vergleich der Holzschnitte
Die die Fabeln illustrierenden Holzschnitte des Koie Buk und des Sefer Meshalim sind zwar nicht identisch, doch ähneln sie einander sehr. Es hat den Anschein, dass Moshe b'r Eliezer Wallich die Holzschnitte seines Werkes denen des Koie Buk nachempfunden hat. Seine Schnitte sind im Vergleich alle spiegelverkehrt.

## Unterschiede
Auch wenn die Geschichten und Holzschnitte beider Werke einander gleichen, so darf man doch von zwei unterschiedlichen Werken sprechen. So ist in der fünften Geschichte des Koie Buk von einem „Pfaff“ die Rede. Das Sefer Meshalim redet einfach von einem Mann. In der zehnten Geschichte ist vom Priestersegen die Rede (P.15, recto), während Wallich nur allgemein vom Segen spricht (P.13, verso). Moshe b'r Wallich hat auch Fehler berichtigt. So sind im Koie Buk die Holzschnitte der 23. und der 22. Geschichte vertauscht. Im Sefer Meshalim ist dies korrigiert. 
Mattitja Bat Sheva will den Leser gegen Ende noch „ein ander Bei Spiel wissen lon“, das im Sefer Meshalim fehlt.